# Gentlemen Prefer Blondes (1953)
Gentlemen Prefer Blondes is een film uit 1953 onder regie van Howard Hawks met in de hoofdrollen Marilyn Monroe, Jane Russell en Charles Coburn
De film is gebaseerd op gelijknamige Broadwaymusical uit 1949, die werd geïnspireerd op de roman Gentlemen Prefer Blondes: The Illuminating Diary of a Professional Lady van Anita Loos. Bij het uitkomen was de film een groot succes in de bioscopen. Het liedje "Diamonds Are a Girl's Best Friend" dat Monroe zingt in de film werd een icoon in de filmwereld en insprireerde latere artiesten als Madonna (Material Girl), Geri Halliwell, Kylie Minogue, Nicole Kidman en Anna Nicole Smith.

## Verhaal
Lorelei Lee en Dorothy Shaw zijn collega's en goed bevriend. Ze werken als showgirl en hebben de aandacht van verschillende vaak rijke mannen. Lorelei is zelfs verloofd met de rijke Gus Esmond, die alles voor haar over heeft. Als Gus met Lorelei naar Frankrijk wil om te trouwen, wordt hij tegengehouden door zijn vader die Lorelei niet vertrouwt. De teleurgestelde Lorelei gaat toch naar Frankrijk met de boot en vraagt Dorothy mee. Wat ze echter niet weet, is dat Esmonds vader een privédetective heeft meegestuurd om Lorelei te betrappen op overspel. De detective, Ernie Malone, wordt echter verliefd op Dorothy, terwijl Lorelei warme gevoelens krijgt van de Britse Sir Francis, bijgenaamd 'Piggy", de eigenaar van een diamantmijn. Als Lorelei zit te flirten met de getrouwde Piggy neemt Malone stiekem foto's van hen. Hij wordt echter gezien door Dorothy en samen met Lorelei steelt ze de film uit de camera. Als dank geeft Piggy de diamanten tiara van zijn vrouw aan Lorelei. Maar Malone onthult later dat hij ook bandopnames heeft gemaakt. Dorothy doet nu net alsof ze verliefd is op Malone. Eenmaal in Frankrijk beschuldigt de vrouw van Piggy, Lady Beekman Lorelei van het stelen van de tiara. Als Gus Esmond hiervan hoort, trekt hij de creditcard van Lorelei in. Berooid moeten de meisjes nu werken in een nachtclub. Piggy steelt echter de tiara van Lorelei en als de laatste door de politie wordt gearresteerd en het juweel wil teruggeven, zit ze goed in de problemen. Gus komt naar Frankrijk en Dorothy zegt dat hij Lorelei moet helpen een nieuwe tiara te kopen. In de tussentijd neemt ze de plaats in van Lorelei, met een valse blonde pruik, en probeert e tijd te winnen in de rechtszaal. Malone en de vader van Gus moeten tegen Lorelei getuigen. Dorothy zegt echter tegen Malone dat ze hem eeuwig zal haten als hij dat doet en hij trekt zich terug. Lorelei/Dorothy wordt vrijgesproken en de echte Lorelei weet de vader van Gus te overtuigen dat ze niet dom en ijdel is en hij geeft zijn zegen voor het huwelijk.

## Rolverdeling

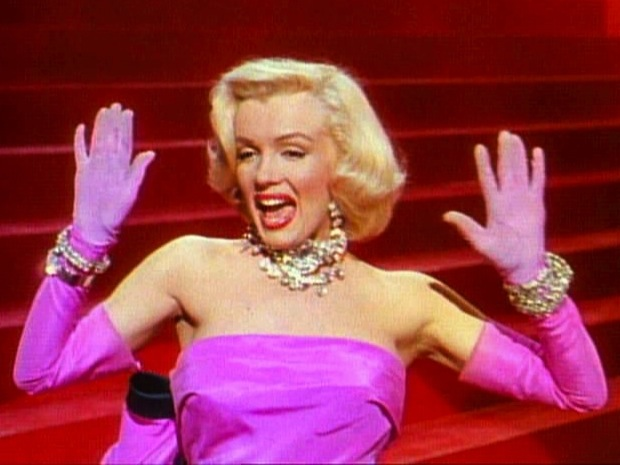
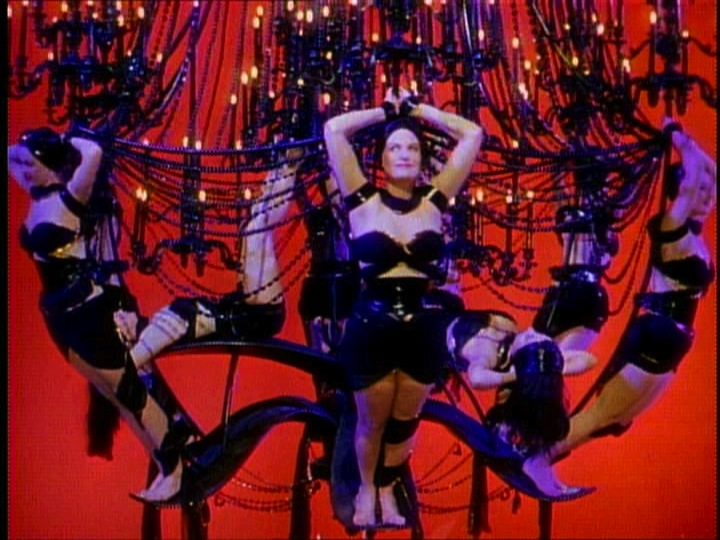
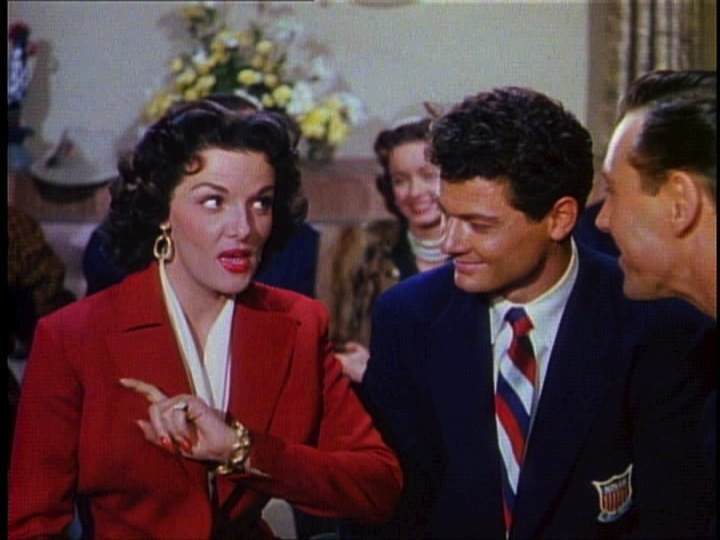
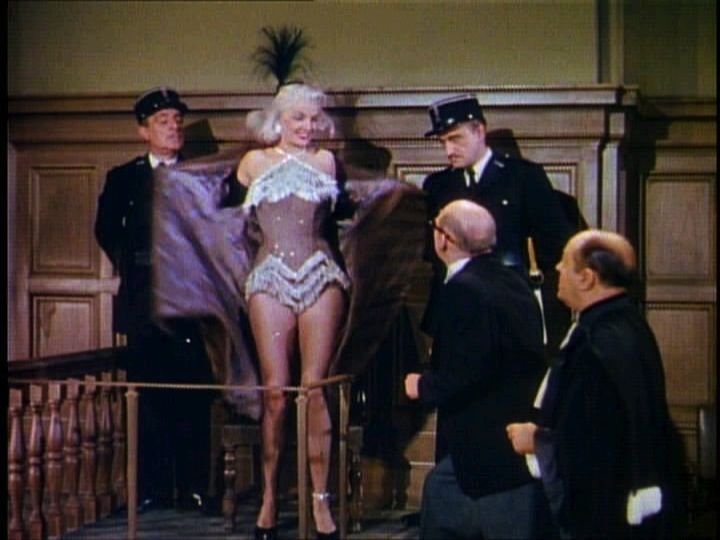

| Acteur         | Personage               |
| -------------- | ----------------------- |
| Jane Russell   | Dorothy Shaw            |
| Marilyn Monroe | Lorelei Lee             |
| Charles Coburn | Francis 'Piggy' Beekman |
| Elliott Reid   | Ernie Malone            |
| Tommy Noonan   | Gus Esmond              |
| George Winslow | Henry Spofford III      |
| Marcel Dalio   | de magistraat           |

## Muziek
In de film komen de volgende liedjes voor:
- "When Love Goes Wrong" (1953) (Music by Hoagy Carmichael/Lyrics by Harold Adamson)
- "Anyone Here for Love?" (1953) (Music by Hoagy Carmichael/Lyrics by Harold Adamson)
- "A Little Girl from Little Rock" (1949) (Music by Jule Styne/Lyrics by Leo Robin)
- "Diamonds Are a Girl's Best Friend" (1949) (Music by Jule Styne/Lyrics by Leo Robin)
- "Bye Bye Baby" (1949) (Music by Jule Styne/Lyrics by Leo Robin)

Alleen de laatste drie nummers (uit 1949) komen uit de Broadwaymusical, de andere twee nummers (uit 1953) werden speciaal voor de film geschreven. Het liedje "Down Boy" (Hoagy Carmichael/ Harold Adamson) dat speciaal werd geschreven voor Marylin Monroe werd uiteindelijk niet opgenomen. Het zou later worden gebruikt door Betty Grable in Three for the Show (1955).

## Achtergrond

### Scenario
Het scenario was geïnspireerd op het boek Gentlemen Prefer Blondes: The Illuminating Diary of a Professional Lady van Anita Loos. Het boek werd in 1926 bewerkt voor het toneel en in 1928 tot een (stomme) film met Ruth Taylor en Alice White in de hoofdrollen.

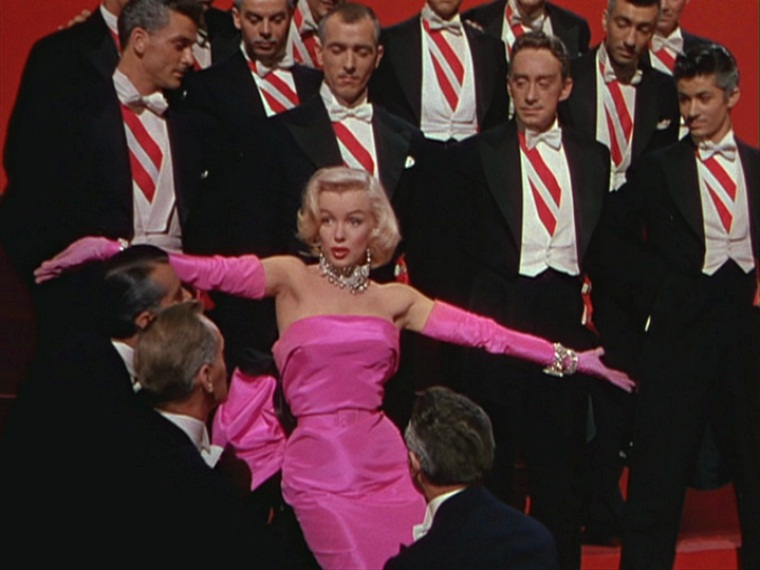
Marilyn Monroe als Lorelei Lee

In 1949 werd op basis van het boek een Broadwaymusical geproduceerd onder de titel Gentlemen Prefer Blondes. De regie was in handen van John C. Wilson en Carol Channing speelde de rol van Lorelei Lee. De musical was een groot succes en speelde 740 keer op Broadway. Charles Lederer baseerde zijn scenario op het boek van Loos en op de musical. Het verhaal was gebaseerd op een zeereis die Anita Loos maakte van de VS naar Europa.

### Acteurs
De musical was oorspronkelijk gekocht door 20th Century Fox om Betty Grable te laten schitteren. Maar Grable verdiende 150.000 dollar per film en de studio begon om zich te kijken voor een goedkoper sekssymbool. Al snel viel hun oog op Marilyn Monroe die net een indrukwekkende prestatie had neergezet in Niagara en maar 18.000 dollar per film kreeg. Om te voorkomen dat alle druk op Monroe terecht zou komen, werd Jane Russell gekozen voor de rol van Dorothy. Russell die al veel langer meedraaide dan Monroe was een ster en kreeg 200.000 dollar voor haar rol. Toen Monroe hoorde dat niet zij de ster was, maar Russell zei ze: "maar ik ben nog altijd het blondje." Ze was ontdaan over het gebrek aan respect dat ze kreeg van de studio, zeker toen er ook nog pogingen werden gedaan om Judy Holliday in te zetten als Lorelei.

### Opnames
Gentlemen Prefer Blondes was een musical en Monroe moest nu zowel zingen en dansen. Gwen Verdon werd aangesteld als de danscoach van Monroe en Russell. Het was allemaal nieuw voor Monroe die echter keihard werkte om het dansen goed onder de knie te krijgen. Elke avond, nadat iedereen de studio had verlaten, ging Monroe aan het oefenen om de passen voor de volgende dag te leren. Helaas kreeg ze hierdoor te weinig slaap en was ze regelmatig te laat als 's morgens de opnames begonnen. Howard Hawks raakte ongeduldig, met name omdat Monroe vaak ook weigerde om haar kleedkamer uit te komen. Volgens Russel was dit te wijten aan plankenkoorts en ze deed haar best om Monroe te begeleiden van kleedkamer naar set. De twee vrouwen mochten elkaar al snel en werden vriendinnen, waarbij Russell Monroe beschermende tegen de buitenwereld. Ze vond Monroe 'verlegen en lief' en veel intelligenter dan sommige mensen dachten.

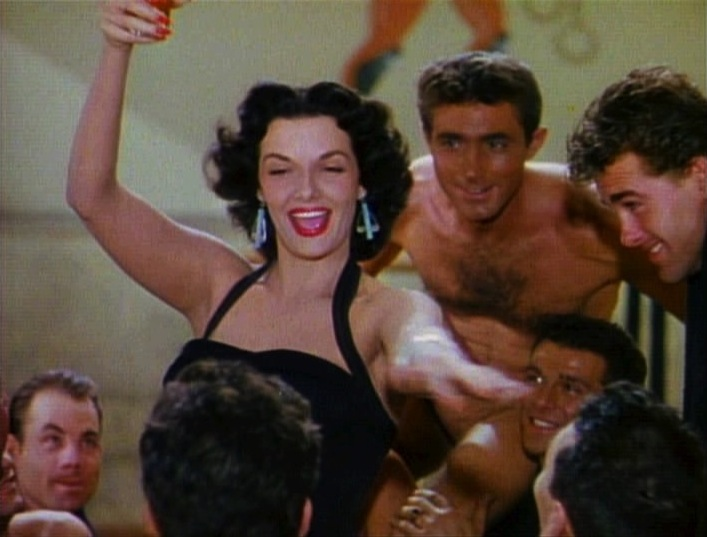
Jane Russell als Dorothy Shaw.

Regisseur Howard Hawks dacht hier anders over. Monroe hield de productie vaak tegen met haar laatkomen en andere grillen. Zo stond ze er bijvoorbeeld op dat opgenomen scènes die al door Hawks waren goedgekeurd opnieuw moesten worden gefilmd omdat ze niet tevreden was. Hawks was des duivels en toen de studio vroeg of hij een beetje kon opschieten, zei hij sarcastisch: "dat kan, vervang Monroe, herschrijf het scenario en huur een nieuwe regisseur in". De studio had zelf ook de nodige reserves met betrekking tot Monroe. Men dacht erover haar stem opnieuw te laten inzingen door Marni Nixon omdat men het geluid van Monroe onnozel vond klinken. Nixon vond dit belachelijk en pleitte ervoor de stem van Monroe te gebruiken juist omdat die zo bij het personage van Lorelei paste. Uiteindelijk zong Nixon alleen de "no, no, nos" aan het begin van het liedje in.
Jane Russel was inmiddels al zo lang actief in de filmwereld dat de studio haar niet dorst aan te pakken. Wel zorgde Russell voor een onverwachte stunt toen ze tijdens de opnames per ongeluk in het zwembad viel. De geplaagde Hawks zag het incident tijdens het vertonen van de ruwe, ongemonteerde dagopnames. Hij moest er erg om lachen en besloot de scène op te nemen in de film.
Het schip waarmee Lorelei en Dorothy naar Frankrijk reizen is de SS Île-de-France. In de studio gebruikte men de sets van de film Titanic (1953) die kort daarvoor waren gebruikt.

## Ontvangst
De film deed het goed in de bioscopen en draaide een omzet van 12 miljoen dollar. Ook de critici waren over het algemeen te spreken over de film. Het nieuwe duo Monroe en Russell werd geprezen en de studio had grote plannen om beide actrices opnieuw samen in te zetten. Uiteindelijk zou het echter bij deze film blijven.

## Vervolg
In 1955 kwam het vervolg uit onder de titel Gentlemen Marry Brunettes, zonder Monroe maar met Russell en Jeanne Crain.